# Арамил
Арамил (на руски: Арамиль) е град в Свердловска област, Русия. Населението на града към 1 януари 2018 година е 15 321 души.

## История
За пръв път селището е основано през 1675 година, през 1966 година получава статут на град.

## Географска характеристика
Градът е разположен по източния склон на Среден Урал, при вливането на Исет в река Арамилка.